# Berlinale 2007
La Berlinale 2007, 57e édition du festival international du film de Berlin (57. Internationalen Filmfestspiele Berlin), s'est tenue du 8 au 18 février 2007.

## Jury
- Paul Schrader (États-Unis) - président du jury
- Hiam Abbass (Palestine)
- Mario Adorf (Allemagne)
- Willem Dafoe (États-Unis)
- Gael García Bernal (Mexique)
- Nansun Shi (Hong Kong)
- Molly Marlene Stensgård (Danemark)

À noter que Willem Dafoe et Gael García Bernal se retrouveront plus tard au sein d'un même jury, celui du Festival de Cannes 2014. Nansun Shi aura, quant à elle, été jurée à Cannes en 2011 et Hiam Abbass en 2012.

## Sélections

### Compétition
La sélection officielle en compétition se compose de 22 films.
| Titre                                                                                    | Réalisation       | Pays                        | Distribution                                                                                                   |
| ---------------------------------------------------------------------------------------- | ----------------- | --------------------------- | --- |
| Angel                                                                                    | François Ozon     | France                      | Romola Garai, Sam Neill, Charlotte Rampling, Michael Fassbender, Lucy Russell                                  |
| L'Année où mes parents sont partis en vacances (O Ano em que Meus Pais Saíram de Férias) | Cao Hamburger     | Brésil                      | Michel Joelsas, Germano Haiut, Daniela Pepszyk, Simone Spoladore                                               |
| Beaufort                                                                                 | Joseph Cedar      | Israël                      | Alon Abutbul, Oshri Cohen, Eli Eltonyo, Ohad Knoller                                                           |
| Le Cœur à vif (When a Man Falls in the Forest)                                           | Ryan Eslinger     | Canada                      | Timothy Hutton, Dylan Baker, Sharon Stone, Pruitt Taylor Vince                                                 |
| Rêve de désert (Hyazgar)                                                                 | Zhang Lu          | Corée du Sud                | Jung Suh, Shin Dong-ho                                                                                         |
| El otro                                                                                  | Ariel Rotter      | Argentine                   | Julio Chávez, María Onetto, María Ucedo, Inés Molina, Arturo Goetz                                             |
| Les Faussaires (Die Fälscher)                                                            | Stefan Ruzowitzky | Autriche                    | Karl Markovics, August Diehl, Devid Striesow                                                                   |
| The Good German                                                                          | Steven Soderbergh | États-Unis                  | George Clooney, Cate Blanchett, Tobey Maguire, Tony Curran, Beau Bridges, Leland Orser                         |
| Goodbye Bafana                                                                           | Bille August      | Royaume-Uni, Afrique du Sud | Joseph Fiennes, Dennis Haysbert, Diane Kruger, Patrick Lyster                                                  |
| In memoria di me                                                                         | Saverio Costanzo  | Italie                      | Christo Jivkov, Filippo Timi, Marco Baliani, André Hennicke, Fausto Russo Alesi                                |
| Irina Palm                                                                               | Sam Garbarski     | Belgique                    | Marianne Faithfull, Miki Manojlović, Kevin Bishop, Siobhan Hewlett, Dorka Gryllus                              |
| Je suis un cyborg (Ssaibogeujiman gwaenchanha)                                           | Park Chan-wook    | Corée du Sud                | Im Soo-jeong, Rain, Choi Hee-jin                                                                               |
| Lost in Beijing (Ping guo)                                                               | Li Yu             | Chine                       | Tony Leung Ka-fai, Fan Bingbing, Elaine Jin, Tong Dawei                                                        |
| Le Mariage de Tuya (Tuya de hun shi)                                                     | Wang Quan'an      | Chine                       | Yu Nan |
| Moi qui ai servi le roi d'Angleterre (Obsluhoval jsem anglického krále)                  | Jiří Menzel       | République tchèque          | Ivan Barnev, Oldrich Kaiser, Julia Jentsch, Marián Labuda                                                      |
| La Môme                                                                                  | Olivier Dahan     | France                      | Marion Cotillard, Jean-Pierre Martins, Gérard Depardieu, Clotilde Courau, Jean-Paul Rouve, Sylvie Testud       |
| My Name Is Hallam Foe (Hallam Foe)                                                       | David Mackenzie   | Royaume-Uni                 | Jamie Bell, Sophia Myles, Ciarán Hinds, Claire Forlani, Jamie Sives, Maurice Roëves                            |
| Ne touchez pas la hache                                                                  | Jacques Rivette   | France                      | Jeanne Balibar, Guillaume Depardieu, Michel Piccoli                                                            |
| Les Oubliées de Juarez (Bordertown)                                                      | Gregory Nava      | États-Unis                  | Jennifer Lopez, Antonio Banderas, Maya Zapata, Sônia Braga, Martin Sheen                                       |
| Raisons d'État (The Good Shepherd)                                                       | Robert De Niro    | États-Unis                  | Matt Damon, Angelina Jolie, Robert De Niro, Joe Pesci, Alec Baldwin, William Hurt, Billy Crudup, John Turturro |
| Les Témoins                                                                              | André Téchiné     | France                      | Michel Blanc, Emmanuelle Béart, Sami Bouajila, Julie Depardieu                                                 |
| Yella                                                                                    | Christian Petzold | Allemagne                   | Nina Hoss, Devid Striesow, Hinnerk Schönemann                                                                  |

### Hors compétition
4 films sont présentés hors compétition.
- 300 de Zack Snyder
- Chronique d'un scandale (Notes on a Scandal) de Richard Eyre
- Lettres d'Iwo Jima (Letters from Iwo Jima) de Clint Eastwood[2]
- The Walker de Paul Schrader

### Panorama
- No Regret de Lee Song Hee Il

## Palmarès
- Ours d'or : Le Mariage de Tuya (Tuya de hun shi) de Wang Quan'an (Chine)
- Ours d'or d'honneur : Arthur Penn
- Grand prix du jury de la Berlinale : El otro d'Ariel Rotter
- Ours d'argent du meilleur acteur : Julio Chávez pour El otro
- Ours d'argent de la meilleure actrice : Nina Hoss pour  Yella
- Ours d'argent du meilleur réalisateur : Joseph Cedar pour Beaufort
- Caméra de la Berlinale : Gianni Minà, Márta Mészáros, Dorothea Moritz et Ron Holloway